# Nagornaja
Nagornaja (ros. Нагорная) – stacja moskiewskiego metra linii Sierpuchowsko-Timiriaziewskiej (kod 145). Wyjścia prowadzą na ulicę Kriworożskaja i Projezd Elektrolitnyj.

## Konstrukcja i wystrój
Jednopoziomowa, trzynawowa, płytka stacja kolumnowa z jednym peronem. Tematem przewodnim wystroju jest ochrona środowiska. Kolumny pokryto anodowanym aluminium i ciemnym marmurem. Ściany nad torami pokryto jasnobrązowym marmurem. Hall stacji ozdobiono kutymi, aluminiowymi panelami.